# Landgeschwindigkeitsrekord

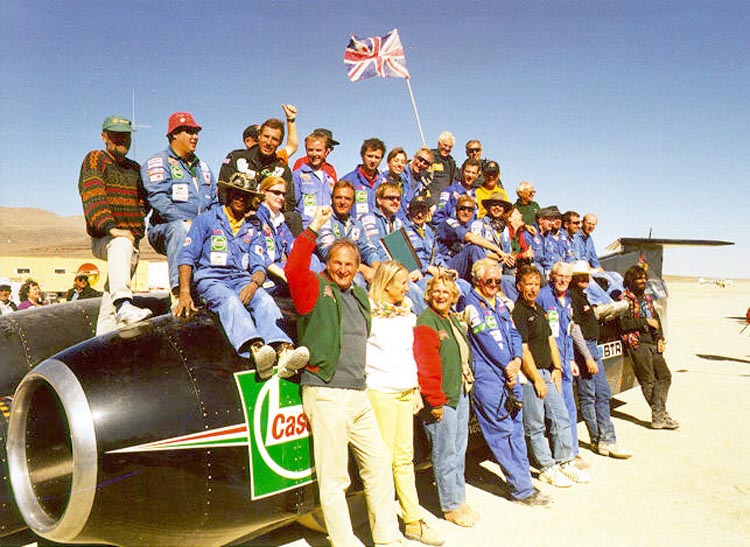
Die Mannschaft des ThrustSSC

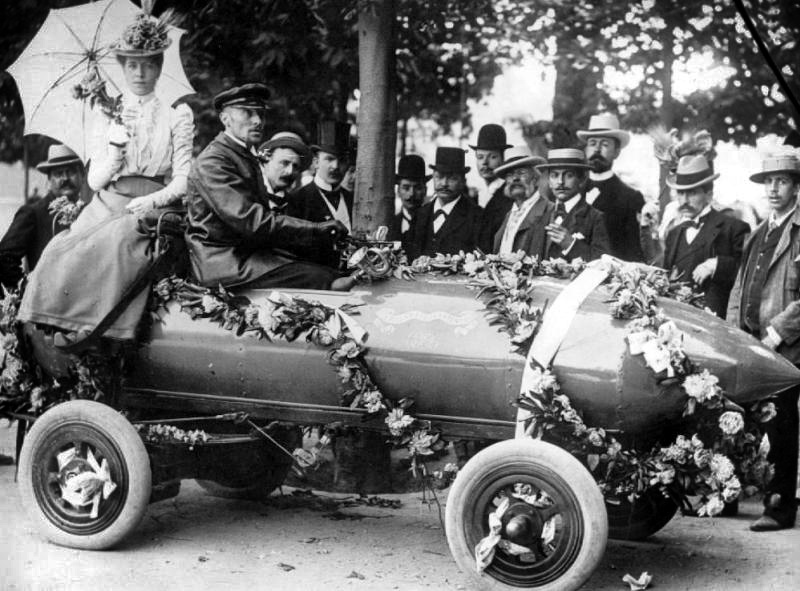
Camille Jenatzy mit seinem Elektroauto La Jamais Contente auf der Siegesparade am 1. Mai 1899 nach der 100-km/h-Rekordfahrt am 29. April 1899

Der Landgeschwindigkeitsrekord ist die höchste Geschwindigkeit, die ein Fahrzeug bestimmter Bauart auf ebener Erde weltweit zu einem bestimmten Zeitpunkt erreicht. International ist auch die Abkürzung LSR (Land speed record) verbreitet.

## Definitionen
An Bauarten werden unterschieden z. B. verschiedene Antriebsarten wie insbesondere Elektroantrieb allgemein, Solarantrieb, Dampfantrieb, Verbrennungsmotor allgemein, Dieselmotor, Turbine, Raketentriebwerk, Strahltriebwerk. Daneben gibt es seit Anfang eine Liste der jeweils schnellsten Wagen unabhängig von der Antriebsart.
Bis zum Erscheinen von Automobilen waren Segelwagen die schnellsten Fahrzeuge mit Geschwindigkeiten bis zu etwa 50 km/h. Neben Rekordlisten für Automobile gibt es Rekordlisten für Zweiräder.
Geschwindigkeitsweltrekorde für Schienenfahrzeuge werden als eigene Klasse betrachtet.
Als Landgeschwindigkeitsrekord wird auch gelegentlich die Spitzengeschwindigkeit von Tieren verglichen mit anderen Tierarten auf dem Land bezeichnet.

## Automobil-Rekorde
Für Automobil-Rekorde wird der fliegende Start verwendet, das heißt, die Fahrzeuge dürfen Anlauf nehmen und gemessen wird dann auf einem Streckenabschnitt, meist 1 Kilometer oder 1 Meile lang, auf dem das Fahrzeug bereits seine volle Geschwindigkeit erreicht hat. 
Rekorde mit Start aus dem Stillstand sind sogenannte Beschleunigungsrekorde, siehe Dragster.
In den ersten Jahrzehnten musste eine einfache Strecke durchmessen werden, später verlangte die FIA, dass die Strecken aus beiden Richtungen befahren werden. Nachdem 1964 zwei Fahrer den Rekord für sich beanspruchten – Donald Campbell (mit 648,7 km/h von der FIA anerkannt) und Craig Breedlove (655,7 km/h anerkannt von der FIM) – wurde in diesem Jahr unter Einbeziehung von Fahrzeugen mit Düsenantrieb der „absolute Geschwindigkeits-Weltrekord für Landfahrzeuge“ offiziell definiert. Eine Veranstaltung, die auf das Erlangen eines FIA-zertifizierten Rekords abzielt, ist das Shootout auf den Bonneville Flats in den Vereinigten Staaten.
Der britische RAF-Pilot Andy Green hält den Landgeschwindigkeitsrekord mit 763 mph (1.228 km/h) mit dem Thrust Super Sonic Car. Ausgefahren wurde der Rekord in der Black Rock Desert in Nevada, USA, am 15. Oktober 1997. Während des Rekords beschleunigte der ThrustSSC auf eine Geschwindigkeit von 600 mph (966 km/h) in gerade einmal 16 Sekunden. Bei diesem Rekord wurde zum ersten Mal durch ein Landfahrzeug die Schallmauer durchbrochen.

### 1898 bis 1947
| Jahr | Datum         | Ort                                     | Fahrer                       | Fahrzeug                                      | Kraft   | Geschwindigkeit über 1 km | Geschwindigkeit über 1 km | Geschwindigkeit über 1 Meile | Geschwindigkeit über 1 Meile | Bemerkungen                                                          |
| Jahr | Datum         | Ort                                     | Fahrer                       | Fahrzeug                                      | Kraft   | mph                       | km/h                      | mph                          | km/h                         | Bemerkungen                                                          |
| ---- | ------------- | --------------------------------------- | ---------------------------- | --------------------------------------------- | ------- | ------------------------- | ------------------------- | ---------------------------- | ---------------------------- | -------------------------------------------------------------------- |
| 1898 | 18. Dezember  | Achères, Yvelines, Frankreich           | Gaston de Chasseloup-Laubat  | Jeantaud Duc                                  | Elektro | 39,24                     | 63,15                     |                              |                              |                                                                      |
| 1899 | 17. Januar    | Achères, Frankreich                     | Camille Jenatzy              | CGA Dogcart                                   | Elektro | 41,42                     | 66,66                     |                              |                              |                                                                      |
| 1899 | 17. Januar    | Achères, Frankreich                     | Gaston de Chasseloup-Laubat  | Jeantaud Duc                                  | Elektro | 43,69                     | 70,31                     |                              |                              |                                                                      |
| 1899 | 27. Januar    | Achères, Frankreich                     | Camille Jenatzy              | CGA Dogcart                                   | Elektro | 49,93                     | 80,35                     |                              |                              |                                                                      |
| 1899 | 4. März       | Achères, Frankreich                     | Gaston de Chasseloup-Laubat  | Jeantaud Duc Profilée                         | Elektro | 57,65                     | 92,78                     |                              |                              |                                                                      |
| 1899 | 29. April     | Achères, Frankreich                     | Camille Jenatzy              | CITA No 25, La Jamais Contente                | Elektro | 65,79                     | 105,88                    | —                            | —                            | Erster Rekord über 100 km/h                                          |
| 1902 | 13. April     | Nizza, Frankreich Promenade des Anglais | Léon Serpollet               | Gardner-Serpollet Oeuf de Pâques (Easter Egg) | Dampf   | 75,06                     | 120,80                    |                              |                              |                                                                      |
| 1902 | 31. Mai       | Staten Island, USA                      | Walter C. Baker              | Baker Torpedo                                 | Elektro |                           |                           |                              | 123.27                       | Probefahrt, Rekord offiziell nicht anerkannt.                        |
| 1902 | 5. August     | Ablis, Frankreich                       | William Kissam Vanderbilt II | Mors Z Paris–Wien                             | VM      | 76,08                     | 122,44                    |                              |                              | [ 2 ]                                                                |
| 1902 | 5. November   | Dourdan, Frankreich                     | Henri Fournier               | Mors Z Paris–Wien                             | VM      | 76,60                     | 123,28                    |                              |                              | Le kilomètre et le mile à Dourdan                                    |
| 1902 | 17. November  | Dourdan, Frankreich                     | Maurice Augières             | Mors Z Paris–Wien                             | VM      | 77,13                     | 124,13                    |                              |                              | Le kilomètre et le mile à Dourdan                                    |
| 1903 | 17. Juli      | Ostende, Belgien                        | Arthur Duray                 | Gobron-Brillié Paris–Madrid                   | VM      | 83,46                     | 134,32                    |                              |                              |                                                                      |
| 1903 | 5. November   | Dourdan, Frankreich                     | Arthur Duray                 | Gobron-Brillié Paris–Madrid                   | VM      | 84,73                     | 136,36                    |                              |                              | Le kilomètre et le mile à Dourdan                                    |
| 1903 | 5. November   | Dourdan, Frankreich                     | Hubert Le Blon               | Gardner-Serpollet                             | Dampf   |                           | 130                       |                              |                              | Le kilomètre et le mile à Dourdan                                    |
| 1904 | 12. Januar    | New Baltimore, USA                      | Henry Ford                   | Ford 999                                      | VM      | —                         | —                         | 91,37                        | 147,05                       | Auf einem gefrorenen See                                             |
| 1904 | 31. März      | Nizza, Frankreich                       | Arthur Duray                 | Gobron-Brillié Paris–Madrid                   | VM      | 88,76                     | 142,85                    |                              |                              |                                                                      |
| 1904 | 31. März      | Nizza, Frankreich                       | Louis Rigolly                | Gobron-Brillié Paris–Madrid                   | VM      | 94,78                     | 152,53                    |                              |                              |                                                                      |
| 1904 | 25. Mai       | Ostende, Belgien                        | Pierre de Caters             | DMG Simplex 90                                | VM      | 97,25                     | 156,50                    |                              |                              |                                                                      |
| 1904 | 21. Juli      | Ostende, Belgien                        | Louis Rigolly                | Gobron-Brillié Gordon Bennett Cup             | VM      | 103,56                    | 166,66                    |                              |                              | Erster über 100 Meilen/h                                             |
| 1904 | 13. November  | Ostende, Belgien                        | Paul Baras                   | Darracq Gordon Bennett                        | VM      | 104,53                    | 168,22                    |                              |                              |                                                                      |
| 1905 | 24. Januar    | Daytona Beach, USA                      | Arthur MacDonald             | Napier 6                                      | VM      | 104,65                    | 168,42                    |                              |                              |                                                                      |
| 1905 | 30. Dezember  | Arles, Frankreich                       | Victor Hémery                | Darracq 200 V8 Special                        | VM      | 109,65                    | 175,44                    |                              |                              |                                                                      |
| 1906 | 26. Januar    | Ormond Beach, USA                       | Fred Marriott                | Stanley Rocket Steamer                        | Dampf   | 127,66                    | 205,44                    |                              |                              | Erster offizieller Rekord über 200 km/h                              |
| 1907 | 24. Januar    | Ormond Beach, Florida                   | Glenn Curtiss                | Curtiss V8 (Motorrad)                         | VM      | —                         | —                         | 136,27                       | 219,31                       | Der Motorradrekord stand 30 Jahre                                    |
| 1909 | 6. November   | Brooklands, Großbritannien              | Victor Hémery                | Blitzen-Benz Nr. 1                            | VM      | 125,94                    | 202,68                    | 115,93                       | 186,57                       |                                                                      |
| 1911 | 23. April     | Daytona Beach, USA                      | Bob Burman                   | Blitzen-Benz Nr. 2                            | VM      | 141,73                    | 228,10                    |                              |                              |                                                                      |
| 1914 | 24. Juni      | Brooklands, Großbritannien              | Lydston Hornsted             | Blitzen-Benz Nr. 3                            | VM      | —                         | —                         | 124,09                       | 199,70                       | Erster Rekord, bei dem die Strecke zweimal durchfahren werden musste |
| 1919 | 12. Februar   | Daytona Beach, USA                      | Ralph DePalma                | Packard 905                                   | VM      | 149,875                   | 241,200                   | —                            | —                            | Anerkannt in den USA, nicht anerkannt vom AIACR                      |
| 1922 | 17. Mai       | Brooklands, Großbritannien              | Kenelm Lee Guinness          | Sunbeam 350HP                                 | VM      | 133.70                    | 215,17                    | 129,17                       | 207,88                       | Letzter Rekord auf einem geschlossenen Kurs                          |
| 1924 | 6. Juli       | Arpajon, Frankreich                     | René Thomas                  | Delage Type DH La Torpille                    | VM      | 143,21                    | 230,47                    | 143,31                       | 230,64                       |                                                                      |
| 1924 | 12. Juli      | Arpajon, Frankreich                     | Ernest Eldridge              | Fiat Mefistofele                              | VM      | 146,01                    | 234,98                    | 145,89                       | 234,79                       | Letzter Rekord auf einer öffentlichen Straße                         |
| 1924 | 25. September | Pendine Sands, Wales                    | Malcolm Campbell             | Sunbeam 350HP Blue Bird                       | VM      | 146,15                    | 235,21                    | 146,16                       | 235,22                       |                                                                      |
| 1925 | 21. Jul       | Pendine Sands, Wales                    | Malcolm Campbell             | Sunbeam 350HP Blue Bird                       | VM      | 150,86                    | 242,79                    | 150,76                       | 242,62                       |                                                                      |
| 1926 | 21. März      | Southport, Großbritannien               | Henry Segrave                | 4 Litre Sunbeam Ladybird                      | VM      | 152,30                    | 245,10                    | 149,32                       | 240,31                       |                                                                      |
| 1926 | 27. April     | Pendine Sands, Wales                    | J. G. Parry-Thomas           | Chitty Bang Bang IV Babs                      | VM      | 169,29                    | 272,45                    | 168,07                       | 270,48                       |                                                                      |
| 1926 | 28. April     | Pendine Sands, Wales                    | J. G. Parry-Thomas           | Chitty Bang Bang IV Babs                      | VM      | 171,01                    | 275,23                    | 170,62                       | 274,59                       |                                                                      |
| 1927 | 4. Februar    | Pendine Sands, Wales                    | Malcolm Campbell             | Napier-Campbell Blue Bird                     | VM      | 174,88                    | 281,44                    | 174,22                       | 280,38                       | Letzter in Europa aufgestellter Rekord                               |
| 1927 | 29. März      | Daytona Beach, USA                      | Henry Segrave                | Sunbeam 1000 hp Mystery                       | VM      | 202,98                    | 326,66                    | 203,79                       | 327,97                       | Erster offizieller Rekord über 200 mph                               |
| 1928 | 19. Februar   | Daytona Beach, USA                      | Malcolm Campbell             | Napier-Campbell-Arrol-Aster Blue Bird         | VM      | —                         | —                         | 206,95                       | 333,05                       |                                                                      |
| 1928 | 22. April     | Daytona Beach, USA                      | Ray Keech                    | White Triplex Spirit of Elkdom                | VM      | —                         | —                         | 207,55                       | 334,02                       |                                                                      |
| 1929 | 11. März      | Daytona Beach, USA                      | Henry Segrave                | Irving-Napier Golden Arrow                    | VM      | 231,56                    | 372,66                    | 231,36                       | 372,34                       | Golden Arrow fuhr nie wieder                                         |
| 1931 | 5. Februar    | Daytona Beach, USA                      | Malcolm Campbell             | Campbell Napier-Railton Blue Bird             | VM      | 246,08                    | 396,03                    | 245,73                       | 395,46                       |                                                                      |
| 1932 | 24. Februar   | Daytona Beach, USA                      | Malcolm Campbell             | Campbell Napier-Railton Blue Bird             | VM      | 251,34                    | 404,49                    | 253,96                       | 408,71                       |                                                                      |
| 1933 | 22. Februar   | Daytona Beach, USA                      | Malcolm Campbell             | Campbell-Railton Blue Bird (Rolls Royce)      | VM      | 272,46                    | 438,48                    | 272,10                       | 437,90                       |                                                                      |
| 1935 | 7. März       | Daytona Beach, USA                      | Malcolm Campbell             | Campbell-Railton Blue Bird (Rolls Royce)      | VM      | 276,16                    | 444,44                    | 276,71                       | 445,32                       | Letzter Rekord auf einem Strand                                      |
| 1935 | 3. September  | Bonneville Salt Flats, USA              | Malcolm Campbell             | Campbell-Railton Blue Bird (Rolls Royce)      | VM      | —                         | —                         | 301,129                      | 484,620                      |                                                                      |
| 1937 | 19. November  | Bonneville Salt Flats, USA              | George Eyston                | Thunderbolt                                   | VM      | 312,00                    | 502,11                    | 311,41                       | 501,17                       |                                                                      |
| 1938 | 27. August    | Bonneville Salt Flats, USA              | George Eyston                | Thunderbolt                                   | VM      | 345,20                    | 555,55                    | 345,48                       | 556,00                       |                                                                      |
| 1938 | 15. September | Bonneville Salt Flats, USA              | John R. Cobb                 | Railton Special                               | VM      | 350,06                    | 563,37                    | 350,19                       | 563,58                       |                                                                      |
| 1938 | 16. September | Bonneville Salt Flats, USA              | George Eyston                | Thunderbolt                                   | VM      | 357,33                    | 575,07                    | 357,49                       | 575,32                       |                                                                      |
| 1939 | 23. August    | Bonneville Salt Flats, USA              | John Cobb                    | Railton Special                               | VM      | 369,74                    | 595,04                    | 367,91                       | 592,09                       |                                                                      |
| 1947 | 16. September | Bonneville Salt Flats, USA              | John Cobb                    | Railton Mobil Special                         | VM      | 393,82                    | 633,79                    | 394,19                       | 634,39                       | Erster Einstreckenrekord über 400 mph (640 km/h)                     |

### 1963 bis 1970
| Jahr | Datum        | Ort                        | Fahrer          | Fahrzeug                    | Kraft           | Geschwindigkeit über 1 km | Geschwindigkeit über 1 km | Geschwindigkeit über 1 Meile | Geschwindigkeit über 1 Meile | Bemerkungen |
| Jahr | Datum        | Ort                        | Fahrer          | Fahrzeug                    | Kraft           | mph                       | km/h                      | mph                          | km/h                         | Bemerkungen |
| ---- | ------------ | -------------------------- | --------------- | --------------------------- | --------------- | ------------------------- | ------------------------- | ---------------------------- | ---------------------------- | --- |
| 1963 | 5. September | Bonneville Salt Flats, USA | Craig Breedlove | Spirit of America           | Strahltriebwerk | 408,312                   | 657,114                   | 407,447                      | 655,722                      | Anerkannt von der FIM, weil das Gefährt 3 Räder hatte |
| 1964 | 17. Juli     | Lake Eyre, Australien      | Donald Campbell | Bluebird CN 7               | Gasturbine      | —                         | —                         | 403,10                       | 644,96                       | Letzter Rekord mit einem Fahrzeug, das über Räder angetrieben wurde. Campbell erzielte im selben Jahr mit Bluebird K7 auch den Weltrekord auf dem Wasser (bis heute als Einziger). |
| 1964 | 5. Oktober   | Bonneville Salt Flats, USA | Tom Green       | Wingfoot Express            | Strahltriebwerk | 415,093                   | 668,027                   | 413,199                      | 664,979                      | |
| 1964 | 7. Oktober   | Bonneville Salt Flats, USA | Art Arfons      | The Green Monster           | Strahltriebwerk | 434,356                   | 699,028                   | 434,022                      | 698,490                      | |
| 1964 | 13. Oktober  | Bonneville Salt Flats, USA | Craig Breedlove | Spirit of America           | Strahltriebwerk | —                         | —                         | 468,719                      | 754,330                      | |
| 1964 | 15. Oktober  | Bonneville Salt Flats, USA | Craig Breedlove | Spirit of America           | Strahltriebwerk | —                         | —                         | 526,277                      | 846,861                      | |
| 1964 | 27. Oktober  | Bonneville Salt Flats, USA | Art Arfons      | The Green Monster           | Strahltriebwerk | 544,134                   | 875,699                   | 536,710                      | 863,791                      | |
| 1965 | 2. November  | Bonneville Salt Flats, USA | Craig Breedlove | Spirit of America - Sonic 1 | Strahltriebwerk | 555,485                   | 893,966                   | 555,485                      | 893,966                      | |
| 1965 | 7. November  | Bonneville Salt Flats, USA | Art Arfons      | The Green Monster           | Strahltriebwerk | 572,546                   | 921,423                   | 576,553                      | 927,872                      | |
| 1965 | 15. November | Bonneville Salt Flats, USA | Craig Breedlove | Spirit of America - Sonic 1 | Strahltriebwerk | 600,842                   | 966,961                   | 600,601                      | 966,574                      | [ 6 ] |
| 1970 | 23. Oktober  | Bonneville Salt Flats, USA | Gary Gabelich   | Blue Flame                  | Rakete          | 622,273                   | 1001,452                  | 622,407                      | 1001,67                      | Erster über 1000 km/h; Rekord stand 13 Jahre |

siehe auch: The Battle of Bonneville (Land Speed Record)

### 1983 bis heute
| Jahr | Datum       | Ort                    | Fahrer        | Fahrzeug  | Kraft           | Geschwindigkeit über 1 km | Geschwindigkeit über 1 km | Geschwindigkeit über 1 Meile | Geschwindigkeit über 1 Meile | Bemerkungen                                      |
| Jahr | Datum       | Ort                    | Fahrer        | Fahrzeug  | Kraft           | mph                       | km/h                      | mph                          | km/h                         | Bemerkungen                                      |
| ---- | ----------- | ---------------------- | ------------- | --------- | --------------- | ------------------------- | ------------------------- | ---------------------------- | ---------------------------- | ------------------------------------------------ |
| 1983 | 4. Oktober  | Black Rock Desert, USA | Richard Noble | Thrust2   | Strahltriebwerk | —                         | —                         | 633,468                      | 1019,47                      | Rekord stand 14 Jahre                            |
| 1997 | 15. Oktober | Black Rock Desert, USA | Andy Green    | ThrustSSC | Turbofan        | 760,343                   | 1223,65                   | 763,035                      | 1227,99                      | Erstes Durchbrechen der Schallmauer (Mach 1,016) |